# Micro-TAS
Micro-TAS(Micro-Total Analysis Systems:μ-TAS)は、MEMS技術を用いて、チップ上に微小な流路や反応室、混合室を設け、一つのチップもしくはデバイスで血液やDNAをはじめさまざまな液体や気体を分析する分析デバイス。
例えば蚊に吸われた程度の血液で血液検査ができたり、一括して大量のDNAを分析できたりする。